# Nenzing
Nenzing mezőváros Ausztriában, Bludenz közelében, Vorarlbergben, a Bludenzi járásban.
A település részei: 
- Nenzing-Dorf
- Beschling
- Latz
- Gurtis
- Roßnis
- Halden
- Rungeletsch
- Motten
- Mariex
- Heimat

## Fordítás
- Ez a szócikk részben vagy egészben  a   Nenzing című angol Wikipédia-szócikk fordításán alapul.  Az eredeti cikk szerkesztőit annak laptörténete sorolja fel. Ez a jelzés csupán a megfogalmazás eredetét és a szerzői jogokat jelzi, nem szolgál a cikkben szereplő információk forrásmegjelöléseként.